# Capodacqua (Assisi)
Capodacqua è una frazione del comune di Assisi (PG).
Si trova a circa 4 km a sud-est di Assisi, ad un'altitudine di 300 m s.l.m.. Il paese si trova sulle prime pendici del monte Subasio, in prossimità della superstrada 75 che congiunge Perugia a Spoleto. Secondo i dati Istat del 2001, il paese è abitato da 533 residenti.

## Storia
Fino all'epoca romana, ed anche oltre, la zona era occupata dalle acque del lacus umber, l'acquitrino rimanente dopo il prosciugamento del preistorico Lago Tiberino.
Il nome è sicuramente derivante dalla grande quantità di fonti e risorgive che si trovano in zona, alimentate dalle falde provenienti dal monte Subasio.
Dell'epoca romana rimangono un certo numero di lapidi con iscrizioni, ora conservate ad Assisi, ed i resti di una vasta necropoli, vicino alla chiesa di S. Maria della Speranza. In particolare, questa necropoli è stata scoperta nel 1997 dai genieri dell'esercito americano (stanziati in una base italiana), durante i lavori di livellamento del terreno per approntare un'area d'emergenza, in seguito al terremoto del 26 settembre 1997.
Intorno all'anno 1000, sulle pendici del Subasio, in territorio di Capodacqua, sorse un'abbazia benedettina, che passò poi all'abbazia di Farfa. In questa abbazia si rifugiò san Francesco quando, convertitosi, iniziò una vita nuova secondo lo spirito evangelico della povertà e lasciò la sua casa e la sua famiglia.
Ai tempi di Federico Barbarossa (1160), il territorio era posto ai confini del dominio di Assisi.
Nel 1232 Capodacqua risultava essere una balia di Assisi, circoscrizione territoriale retta da un Baiulus, ed i suoi rappresentanti venivano eletti (1407) nella comunità assisate.
Dal XIV secolo iniziò la decadenza dell'abbazia, che venne via via spogliata dei suoi beni, per poi essere riscattata dai benedettini di S. Pietro in Assisi solo nel 1945.

## Economia e manifestazioni
Un gran numero di fonti d'acqua potabile si trovano nel territorio della frazione:
- Fonte Bregno;
- Fonte Malvarina;
- Fonte di Capodacqua;
- Fonte S. Benedetto;
- Fonte Cannella;
- Fonte Pallotta;
- Fonte Sermattei.

La particolarità di essere posta a mezzogiorno, con le spalle coperte dall'imponente sagoma del Subasio, le dona un clima mite, adatto alla coltivazione della vite e dell'oliva.
Il 19 marzo viene celebrata la Festa di san Giuseppe nella chiesa parrocchiale, considerato il compatrono, con sant'Apollinare, della Parrocchia. A questa Festa è legata la Sagra del lupino e della frittella.
Vi si svolge anche la Festa della ciliegia e, a giugno, il Palio delle fonti, nell'area del Centro Sportivo Parrocchiale, lungo la Via Romana, presso la chiesetta di S. Maria della Speranza.
Tutto il piazzale, il parcheggio, le strutture e le piste antistanti la chiesetta viene designato come "Piazza S. Maria della Speranza".

## Monumenti e luoghi d'arte
- Chiesa di S. Apollinare (XVII secolo), edificata sui resti di un precedente edificio di epoca bizantina, risalente al VI secolo. Conserva un busto reliquiario di Apollinare (1198), una Madonna del Rosario del  XVIII secolo, ed uno stendardo del Marinelli.
- Ruderi del Castello di Sassorosso;
- Ruderi del Castello di Sassopalombo.

## Sport
- A.S. Capodacqua